# Lise Meloche
Lise Marie Meloche (Ottawa, 19 aprile 1960) è un'ex biatleta canadese.

## Biografia
In carriera prese parte a due edizioni dei Giochi olimpici invernali, Albertville 1992 (47ª nella sprint, 50ª nell'individuale, 11ª nella staffetta) e Lillehammer 1994 (37ª nella sprint, 18ª nell'individuale, 15ª nella staffetta), e a cinque dei Campionati mondiali (6ª nella sprint a Falun/Oslo 1986 il miglior risultato).

## Palmarès

### Coppa del Mondo
- Miglior piazzamento in classifica generale: 3ª nel 1986